# 두룽어
두룽어(獨龍語, Derung / Drung)는 윈난성과 티베트 자치구에 걸쳐 분포하는 중국티베트어족의 언어로, 대부분의 두룽족 사람들과 누족의 일파인 북부 아눙족이 사용한다. 가까운 아눙어 및 라왕어와 함께 눙어군이라는 분류를 이룬다. 크게 두룽강 유역의 방언과 누강 유역의 방언으로 나뉜다.

## 같이 보기
- 두룽족